# 布法勞普雷里鎮區 (伊利諾伊州羅克艾蘭縣)
布法勞普雷里鎮區（英語：Buffalo Prairie Township）是位於美國伊利諾伊州羅克艾蘭縣的一個行政鎮區。

## 地方資料
根據2010年美國人口普查的數據，布法勞普雷里鎮區的面積為130.00平方千米，當中陸地面積為129.70平方千米，而水域面積為0.30平方千米。當地共有人口811人，而人口密度為每平方千米6.24人。